# Gitterschale

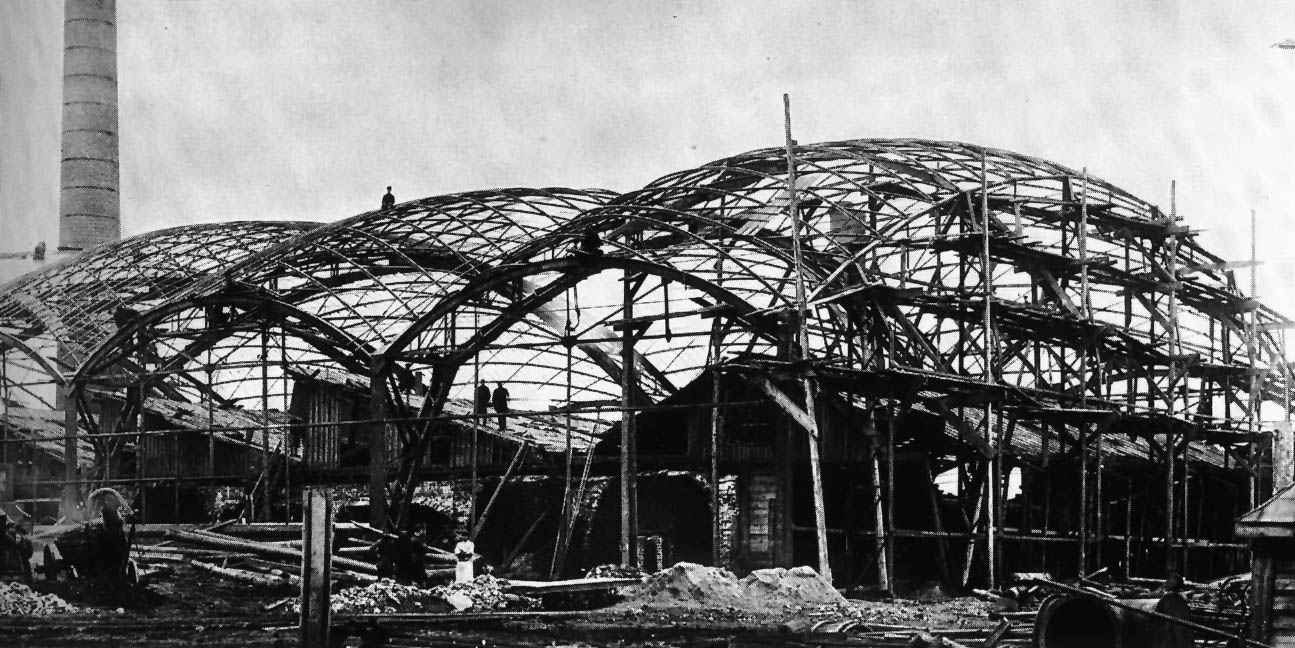
Schuchow-Gitterschale in Wyksa im Bau, 1897

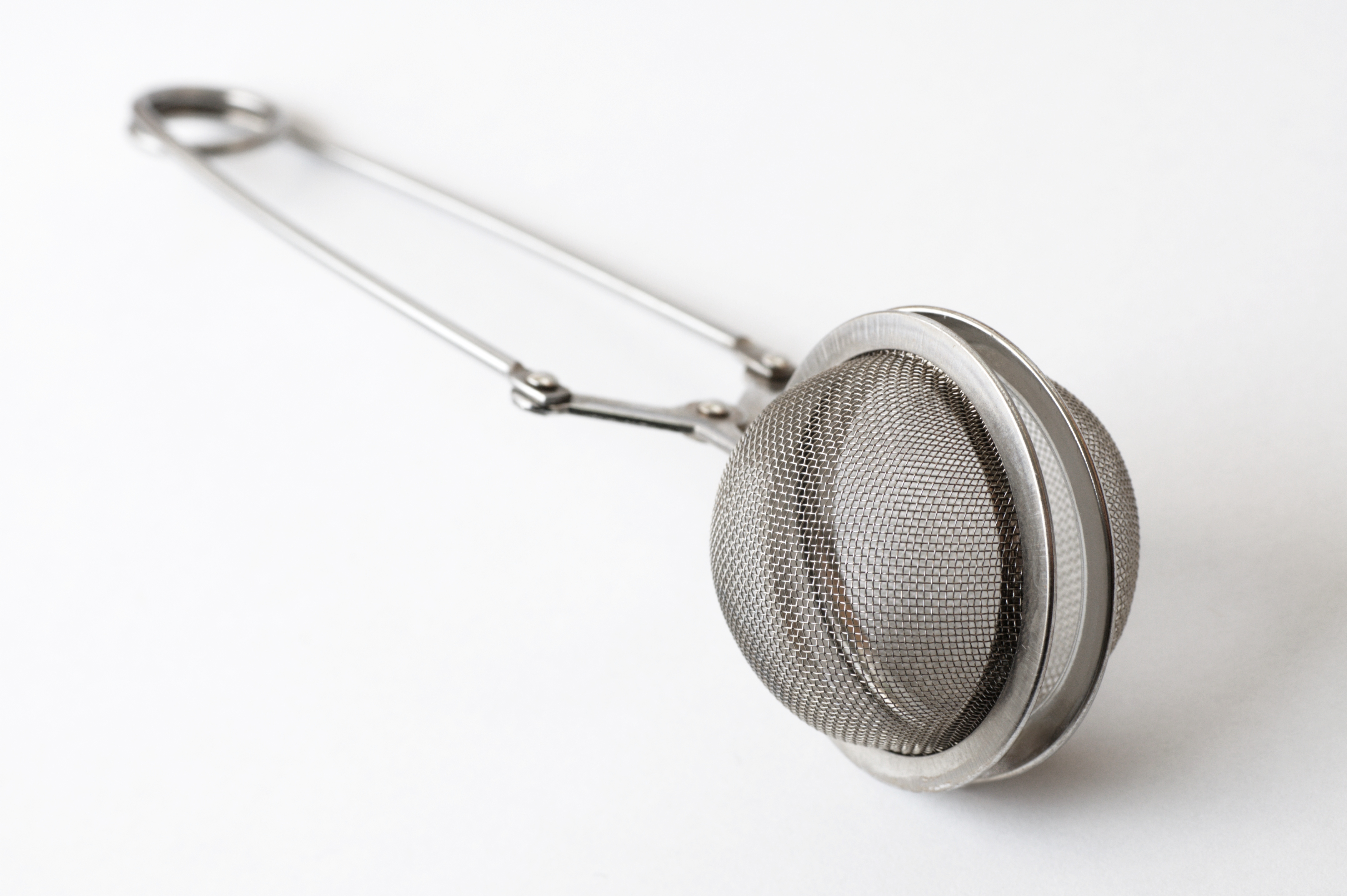
Teesiebe sind Gitterschalen

Eine Gitterschale oder Netzschale ist ein räumliches Tragwerk mit den statischen Eigenschaften einer Schale, kann also Belastungen sowohl senkrecht als auch in seiner Ebene aufnehmen. Es wird erzeugt durch Biegung ebener Stäbe.

## Strukturelemente
Im Gegensatz zu den Schalen (= Flächentragwerke, also Tragwerken aus flächigen Elementen) bestehen Gitterschalen aus länglichen Elementen und basieren somit auf Stabwerken. Die Elemente sind gitterförmig angeordnet und zeigen damit Parallelen zu Seilnetzen. Gitterschalen sind wie alle Schalen einfach oder doppelt gekrümmt.
Das flächige Pendants sind
- Gitterroste (Plattenwirkung)
- Gitterträger (Scheibenwirkung).

Die Gitterschalen bestehen aus Geflechten im strukturellen Sinn, bei denen viele relativ schwache, lineare Glieder durch viele Verbindungen verknüpft werden. Dabei liegen sie auf einer Mantelfläche, die einen Raum umschließt. So entsteht ein räumliches Tragwerk von insgesamt hoher Festigkeit. Das Flechten wird dabei selten wörtlich in den großen Maßstab übertragen, meist aber in recht abstrakter Weise.

## Entwurf
Das Ziel des Entwurfs von Gitterschalen ist der Membranzustand, also ein momentenfreier Zustand. Als Voraussetzung dafür gilt eine kontinuierliche, doppeltgekrümmte Formgebung. Für die statische Auslegung von Schalen kann der entwerfende Ingenieur auf leistungsfähige Softwareprogramme zurückgreifen. Diese führen nach relativ einfacher Eingabe von Geometrie- und Lastwerten zu übersichtlichen Ergebnisdarstellungen. Trotzdem hilft ein solides theoretisches Wissen zum Tragverhalten von Schalen, um durch den Entwurf zu einem ästhetischen und effizienten Tragwerk der Gitterschale zu gelangen.

## Praktische Verwendungsszenarien
Gitterschalen werden vorrangig für Dachkonstruktionen eingesetzt. Die tragende Konstruktion besteht zumeist aus Stahl oder Holz. Darauf können z. B. Halteprofile aus Aluminium für eine Deckung mit Glasscheiben befestigt sein.
In dieser Form ist beispielsweise der 13,5 Meter breite und 37 Meter lange, historische Innenhof des Maximilianmuseums in Augsburg mit einer Stichhöhe von 4 Meter überdacht.

## Anwendungsbeispiele

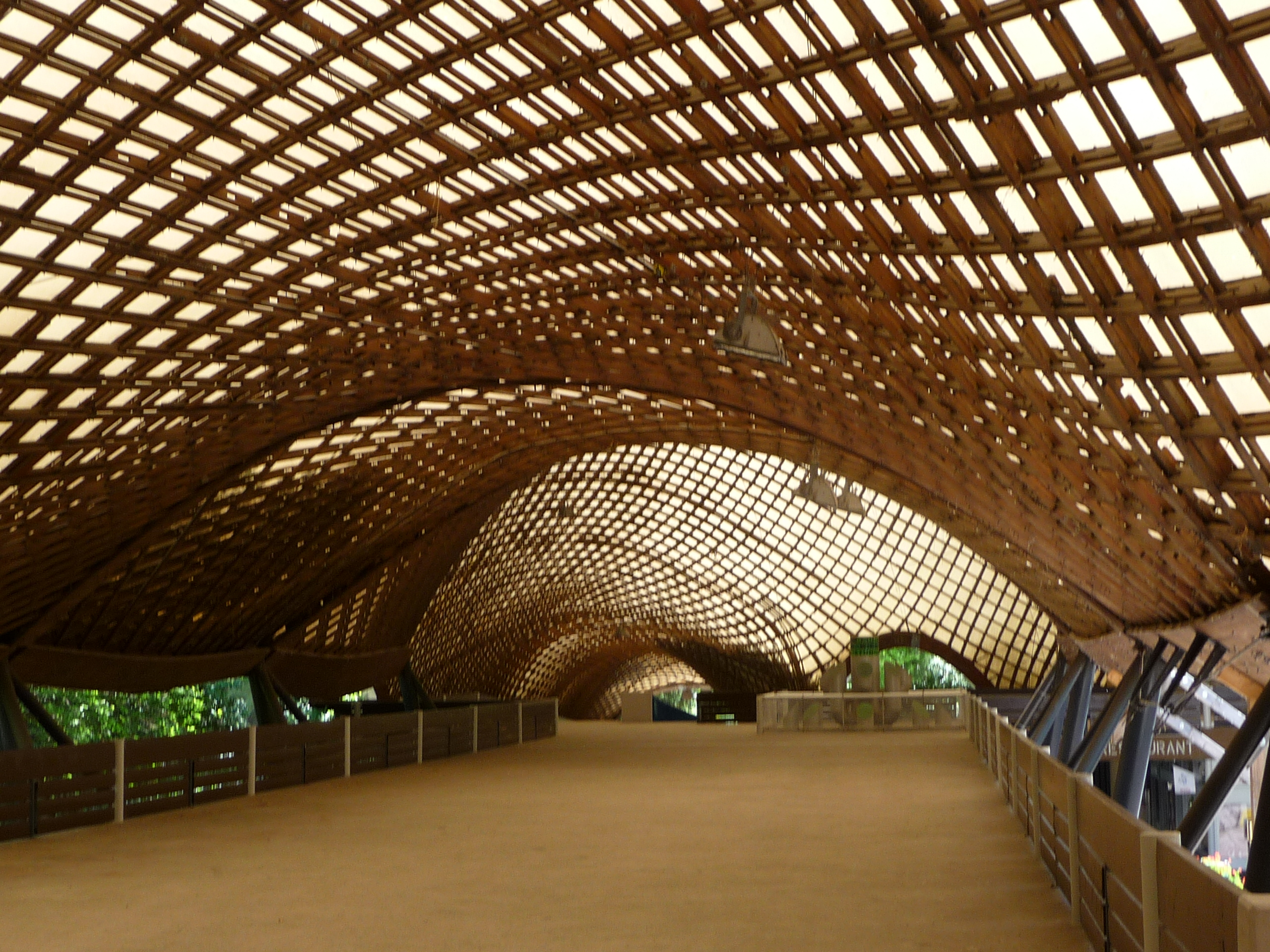
Multihalle in Mannheim, Gitterschale aus Holz, u. a. von Frei Otto
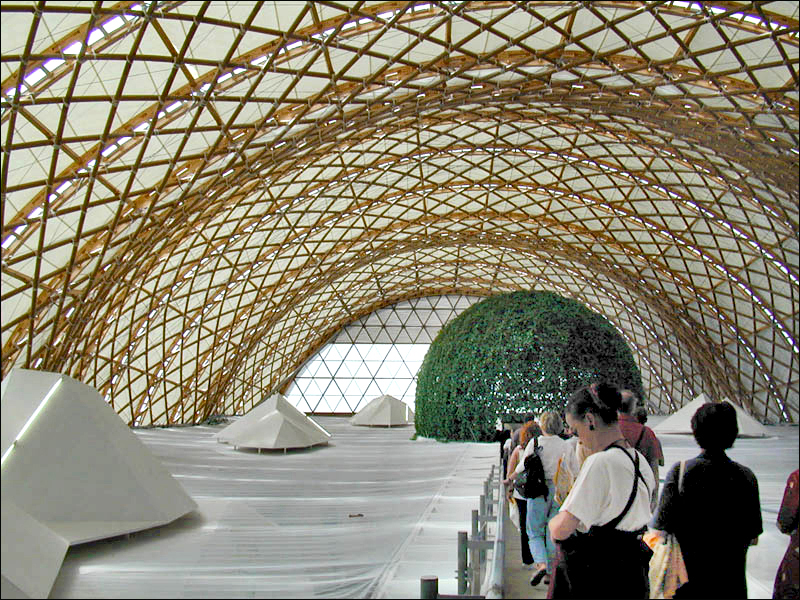
Japanischer Pavillon auf der Expo 2000 aus Papprollen von Shigeru Ban
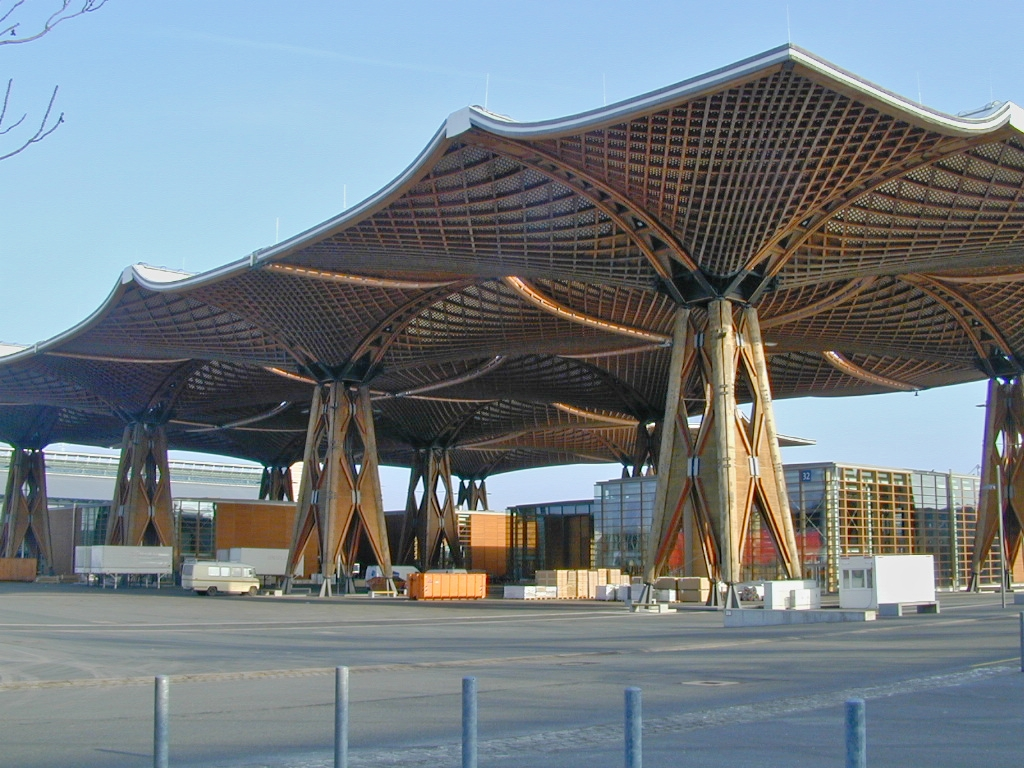
Mehrere Holzgitterschalen in der Form von Sattelflächen auf der Expo 2000
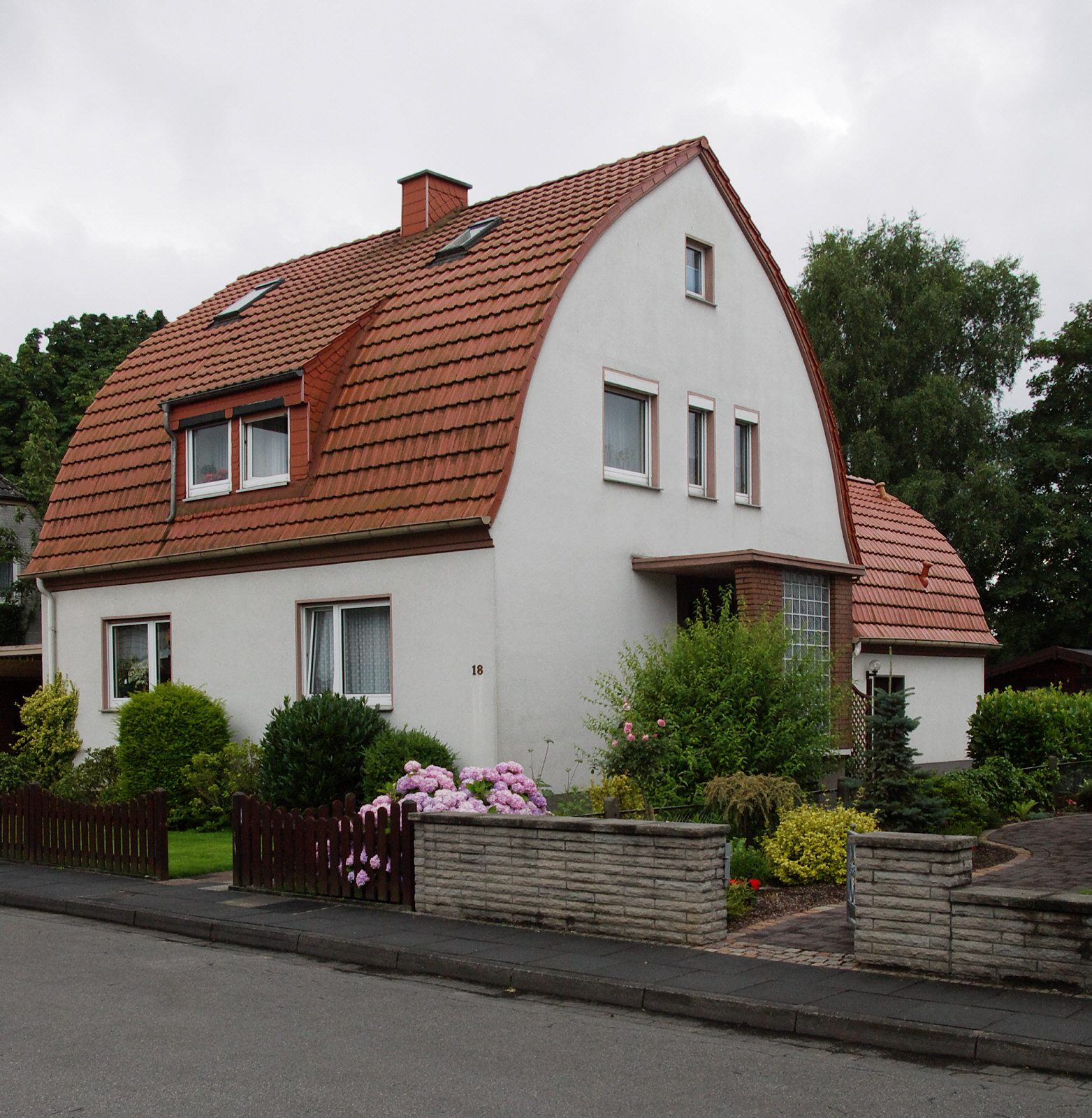
Wohnhaus mit Zollingerdach in Schweicheln-Bermbeck, NRW
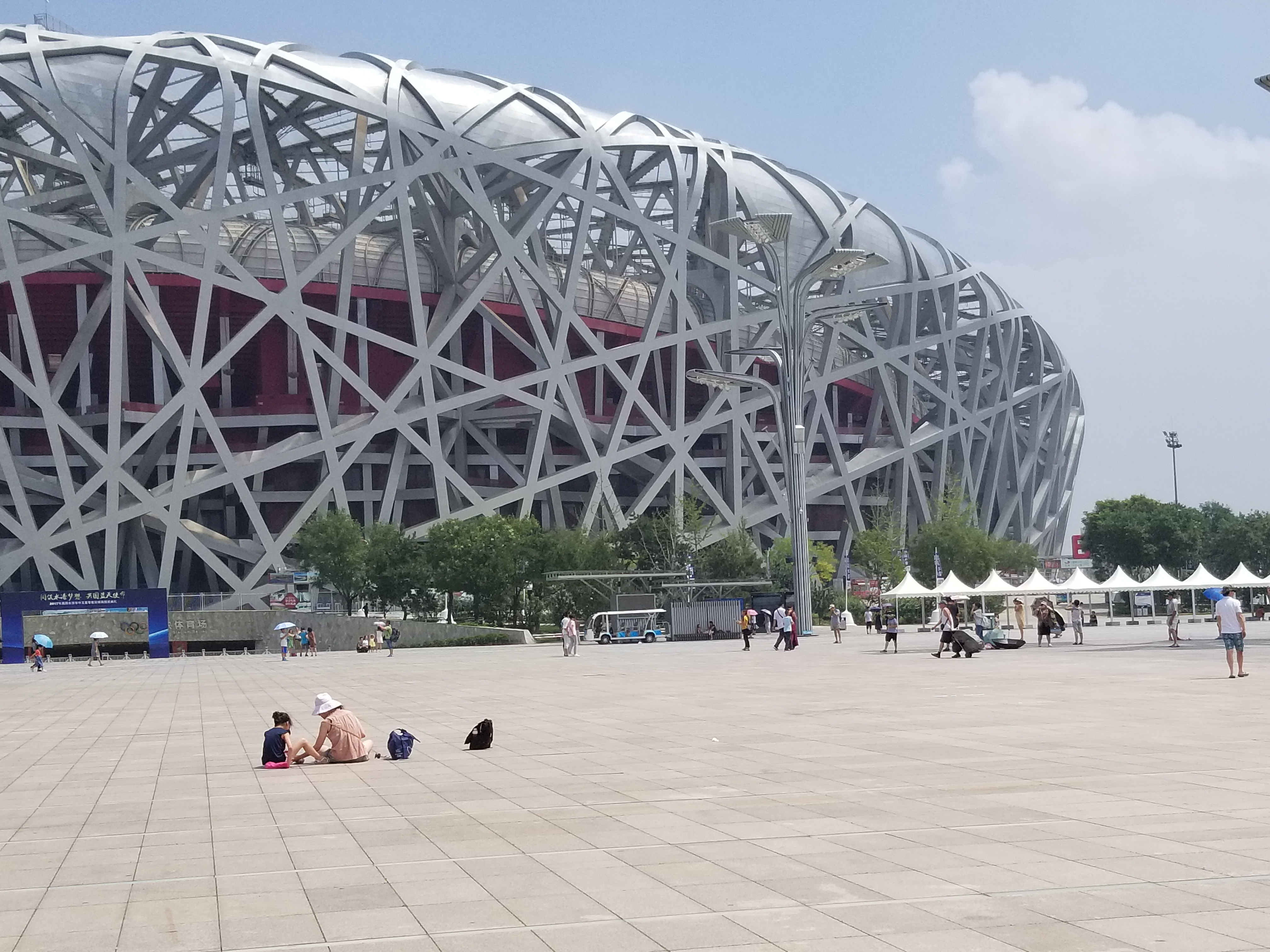
Nationalstadion Peking